# 上海市实验小学
上海市实验小学原名万竹小学，是中華人民共和國上海市黃浦區一所公辦小學，也是中國人創辦的第一所中學和上海市唯一一所中華人民共和國教育部直屬全國重點小學。學校位於上海老城厢方浜中路，學校占地面积10259平方米，建筑面积26592平方米，教學樓有万竹源、品格楼、实验苑三幢大楼。學校于1911年由當時上海市政廳委派李廷翰創辦於上海老城廂露香園萬竹山房，所以學校最初名為萬竹小學。學校剛創辦時男女分部。1921年男女分校。1927年，男女分校合併，但學校仍為男女分部。1928年取消分部。淞滬會戰爆發後，學校遷入上海法租界，不久更名為阜春小學。1945年日本戰敗後，學校搬回原址並更名為上海市第三區中心國民學校。中華人民共和國成立後學校更名為上海市邑廟區中心小學。1956年更名為上海市实验小学。1977年被确定为全国重点小学。

## 外部連結
- 官方网站